# San Martino in Passiria
San Martino in Passiria (St.Martin in Passeier) é uma comuna italiana da região do Trentino-Alto Ádige, província de Bolzano, com cerca de 2.830 habitantes. Estende-se por uma área de 30 km², tendo uma densidade populacional de 94 hab/km². Faz fronteira com Moso in Passiria, Rifiano, San Leonardo in Passiria.

## Demografia
| Variação demográfica do município entre 1861 e 2011                               |
|                                                                                   |
| Fonte: Istituto Nazionale di Statistica (ISTAT) - Elaboração gráfica da Wikipedia |